# سبيرت أوف شانكلي

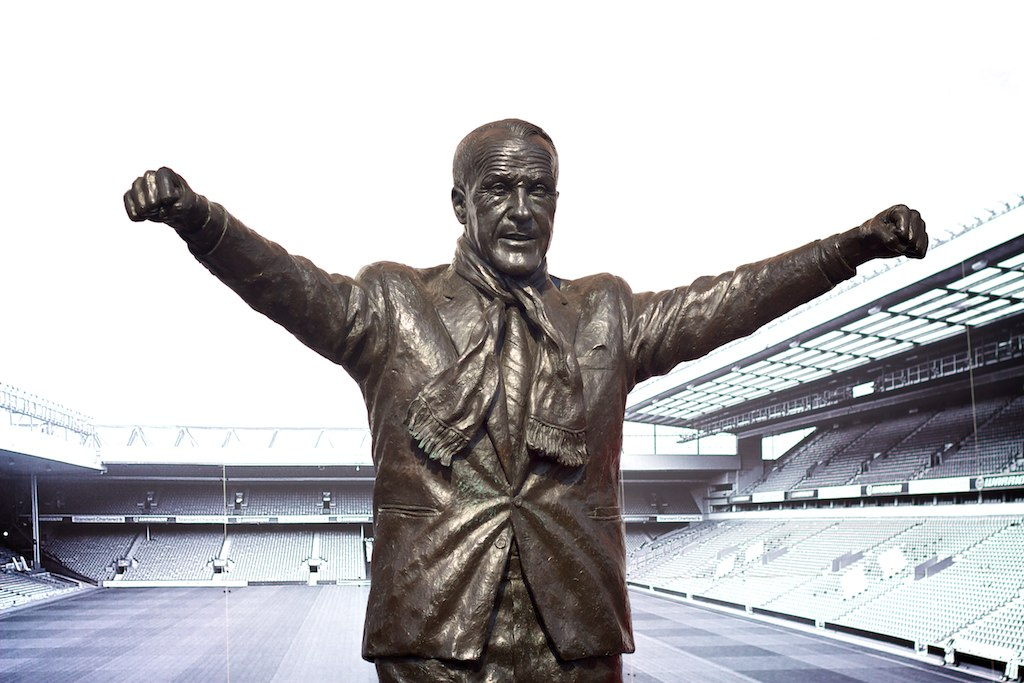

سبيرت أوف شانكلي هو اتحاد غير رسمي لمشجعي ليفربول لكرة القدم. سمي على اسم مدرب ليفربول السابق بيل شانكلي، على الرغم من أن الاتحاد تم تشكيله في أوائل عام 2008 من قبل المشجعين الساخطين المعارضين لفريق لمالكين ليفربول السابقين، توم هيكس وجيليت جونيور، لكنها سرعان ما تطورت بسرعة إلى جمعية تعاونية يقوم أعضائها بالمسؤولية عن مجموعة كاملة من القضايا مثل التذاكر والسفر والتجديد. هدفها النهائي هو محاولة تثبيت ملكية مشجعي ليفربول لنادي على المدى الطويل.